# Фугалевич Катерина Валеріївна
Катерина Валеріївна Фугалевич, до шлюбу Лазарєва (17 квітня 1986, Дрогобич, Україна) - українська дизайнерка одягу плюс-сайз, плюс-сайз-модель, співзасновниця плюс-сайз бренду ТМ Ukreina, чемпіонка Європи з тхеквондо (ІТФ).

## Біографія
Катерина Лазарєва народилася 17 квітня 1986 року в місті Дрогобич. У 1989 році за станом здоров'я змушена була змінити клімат, тому сім'я переїхала в Гур'єв (зараз Атирау, Казахстан), але коли Каті було 4 роки, повернулася в Київ. Почала займатися тхеквондо з 10 років (в 1996 р), і вже в 1997 році зайняла 1 місце на чемпіонаті Києва з тхеквондо. Має чорний пояс 2 Дан. У 2004 році виграла чемпіонат Європи з тхеквондо (ІТФ) і отримала звання Майстра спорту України міжнародного класу. У 2005 році закінчила спортивну кар'єру.
У 2012 році стала співзасновницею та дизайнеркою бренду Ukreina, який орієнтується виключно на жінок плюс-сайз. Неодноразово брала участь у телепроєктах як учасниця та експертка.
З 2006 року одружена з рантьє Фугалевичем Віктором Олександровичем.

## Спортивні досягнення
- Триразова чемпіонка України (2003-2005)
- Срібна призерка чемпіонату Європи (2002, Чехія)
- Бронзова призерка Кубка Європи (2002, Санкт-Петербург)
- Срібна призерка чемпіонату Європи (2003, Словенія)
- Чемпіонка Європи (2004, Софія)
- Срібна призерка чемпіонату Європи (2005, Ірландія)

## Телепроєкти
- Ток шоу «Говорити Україна», на телеканалі «Україна», 2014, експертка.[6]
- Ток шоу «Говорити Україна», на телеканалі «Україна», 2015, учасниця.[7]
- Ток шоу «Говорити Україна», на телеканалі «Україна», 2015, експертка.[8]
- Ток шоу «Суперінтуїція», на телеканалі «Новий», 2015, учасниця.[9]
- Ток шоу «Корисна програма», на телеканалі «Інтер», 2020, експертка.[10]